# 1948年ロンドンオリンピックのアメリカ合衆国選手団
1948年ロンドンオリンピックのアメリカ合衆国選手団（1948ねんロンドンオリンピックのアメリカがっしゅうこくせんしゅだん）は、1948年7月29日から8月14日にかけてイギリスの首都ロンドンで開催された1948年ロンドンオリンピックのアメリカ合衆国選手団、およびその競技結果。

## 概要
今大会は金メダル38個、銀メダル27個、銅メダル19個、合計84個のメダルを獲得した。

## メダル
| メダル | 選手名                                                                                      | 競技 | 種目             |
| ------ | ------------------------------------------------------------------------------------------- | ---- | ---------------- |
| 金     | ハリソン・ディラード                                                                        | 陸上 | 男子100m         |
| 金     | メル・パットン                                                                              | 陸上 | 男子200m         |
| 金     | マルビン・ホイットフィールド                                                                | 陸上 | 男子800m         |
| 金     | ウィリアム・ポーター                                                                        | 陸上 | 男子110mハードル |
| 金     | ロイ・コクラン                                                                              | 陸上 | 男子400mハードル |
| 金     | バーニー・ユーウェル ロレンゾ・ライト ハリソン・ディラード メル・パットン                   | 陸上 | 男子4×100mリレー |
| 金     | アーサー・ハーンデン クリフォード・ブーアランド ロイ・コクラン マルビン・ホイットフィールド | 陸上 | 男子4×400mリレー |
| 金     | ウィリー・スティール                                                                        | 陸上 | 男子走幅跳       |
| 金     | グイン・スミス                                                                              | 陸上 | 男子棒高跳       |
| 金     | ウィルバー・トンプソン                                                                      | 陸上 | 男子砲丸投       |
| 金     | ボブ・マサイアス                                                                            | 陸上 | 男子十種競技     |
| 金     | アリス・コーチマン                                                                          | 陸上 | 女子走高跳       |
| 金     | ウォルター・リス                                                                            | 競泳 | 男子100m自由形   |
| 金     | ウィリアム・スミス                                                                          | 競泳 | 男子400m自由形   |
| 金     | ジェームス・マクレーン                                                                      | 競泳 | 男子1500m自由形  |
| 金     | アレン・スタック                                                                            | 競泳 | 男子100m背泳ぎ   |
| 金     | アン・カーティス                                                                            | 競泳 | 女子400m自由形   |
| 銀     | バーニー・ユーウェル                                                                        | 陸上 | 男子100m         |
| 銀     | バーニー・ユーウェル                                                                        | 陸上 | 男子200m         |
| 銀     | クライド・スコット                                                                          | 陸上 | 男子110mハードル |
| 銀     | ジム・ディラニー                                                                            | 陸上 | 男子砲丸投       |
| 銀     | スティーブ・シーモア                                                                        | 陸上 | 男子やり投       |
| 銀     | アラン・フォード                                                                            | 競泳 | 男子100m自由形   |
| 銀     | ジェームス・マクレーン                                                                      | 競泳 | 男子400m自由形   |
| 銀     | アン・カーティス                                                                            | 競泳 | 女子100m自由形   |
| 銀     | スザンヌ・ジマーマン                                                                        | 競泳 | 女子100m背泳ぎ   |
| 銅     | マルビン・ホイットフィールド                                                                | 陸上 | 男子400m         |
| 銅     | クレイグ・ディクソン                                                                        | 陸上 | 男子110mハードル |
| 銅     | ハーブ・ダグラス                                                                            | 陸上 | 男子走幅跳       |
| 銅     | ジョージ・スタニク                                                                          | 陸上 | 男子走高跳       |
| 銅     | ボブ・リチャーズ                                                                            | 陸上 | 男子棒高跳       |
| 銅     | ジム・フックス                                                                              | 陸上 | 男子砲丸投       |
| 銅     | フォーチュン・ゴーディエン                                                                  | 陸上 | 男子円盤投       |
| 銅     | ボブ・ベネット                                                                              | 陸上 | 男子ハンマー投   |
| 銅     | フロイド・シモンズ                                                                          | 陸上 | 男子十種競技     |
| 銅     | オードリー・パターソン                                                                      | 陸上 | 女子200m         |